# Xbox 360 Wireless Racing Wheel

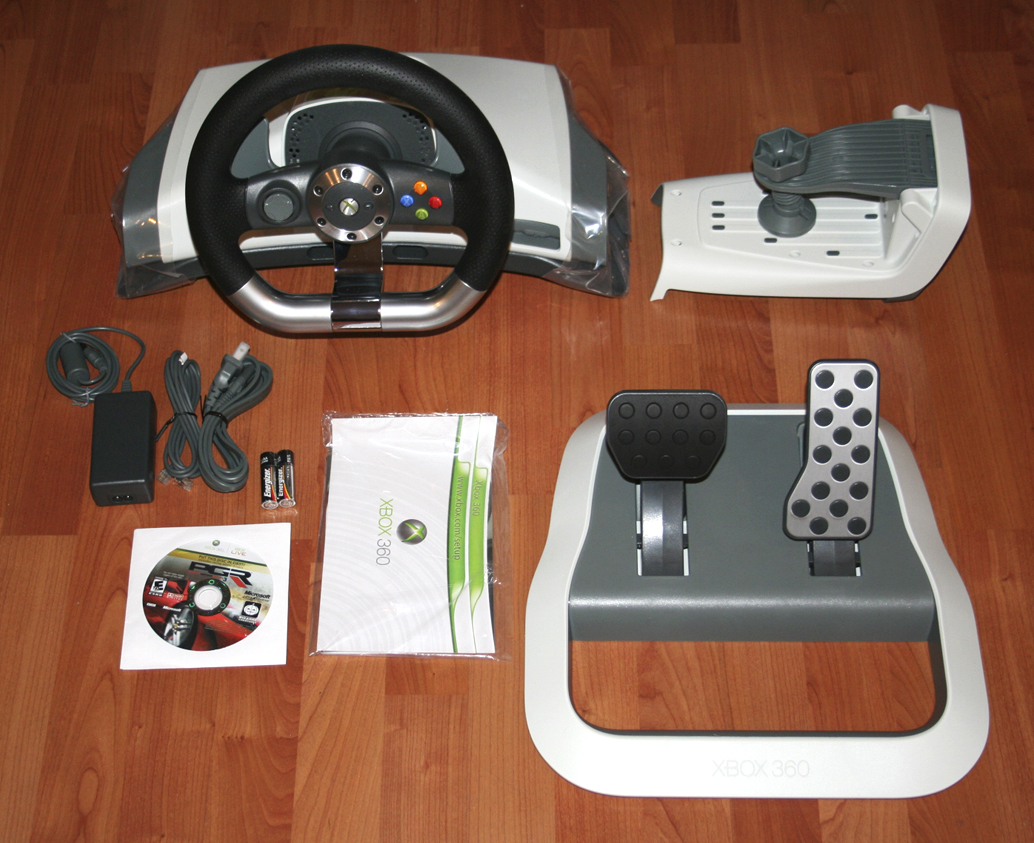
Un pack Xbox 360 Wireless Racing Wheel.

Le Xbox 360 Wireless Racing Wheel (volant de course sans fil Xbox 360) a été développé par Microsoft pour la Xbox 360 et a été présenté à l’E3 2006. Lancé en novembre 2006, le contrôleur du volant a retour de force comprend les boutons de la manette de jeu standard ainsi que les pédales d’accélérateur et de frein montés au sol. Bien que la molette puisse fonctionner réellement sans fil à partir d’une batterie Xbox 360 standard (rechargeable ou de deux piles AA), l’utilisation des fonctions de retour de force et de résistance active nécessite un adaptateur secteur externe.
La première édition limitée du retour de force du volant comprenait une version du jeu de course Project Gotham Racing 3, capable de recevoir un retour de force. Cela a été interrompu en novembre 2007 lorsque le prix du volant a été ramené à 99 $.
Le volant a été développé conjointement avec le jeu vidéo Forza Motorsport 2.

## Jeux supportés
Les jeux suivants sont entièrement pris en charge avec retour de force pour Xbox 360 : 
- Burnout Paradise
- Colin McRae: Dirt
- Colin McRae: Dirt 2
- Colin McRae: Dirt 3
- F1 2010
- F1 2011
- F1 2013
- F1 2014
- Forza Motorsport 2†
- Forza Motorsport 3†
- Forza Motorsport 4
- Forza Horizon
- Forza Horizon 2
- Hydro Thunder Hurricane
- Juiced 2: Hot Import Nights
- Midnight Club: Los Angeles
- NASCAR 08
- NASCAR 09
- Need for Speed: Carbon
- Need for Speed: ProStreet
- Need for Speed: Undercover
- Need for Speed: Shift
- Need for Speed: The Run
- Need for Speed: Hot Pursuit
- Project Gotham Racing 3†
- Project Gotham Racing 4†
- Race Driver: Grid
- Race Pro
- Sega Rally Revo
- Sega Rally Online Arcade
- Sonic and Sega All-Stars Racing
- Stuntman: Ignition
- Superstars V8 Racing
- Test Drive Unlimited
- Test Drive Unlimited 2
- WRC 2010
- WRC 3: FIA World Rally Championship
- WRC 4: FIA World Rally Championship

† vendus en bundle avec le volant
Les jeux suivants sont pris en charge sur Windows Vista x64. Cela n'inclut pas le retour de force - direction et grondement uniquement :
- Colin McRae: Dirt
- Sega Rally Revo
- Pure
- Burnout Paradise: The Ultimate Box
- Race Driver: Grid (patch 1.2)

Les jeux Xbox d'origine suivants sont "entièrement pris en charge" avec retour de force via une compatibilité ascendante Xbox 360 : 
- 007: Nightfire (phases en voiture)
- 4x4 EVO 2
- Auto Modellista
- Burnout 2: Point of Impact
- Burnout 3: Takedown
- Colin McRae Rally 04
- Colin McRae Rally 2005
- Crash Nitro Kart
- EA Sports F1 2001
- EA Sports F1 2002
- F1 Career Challenge
- Ford Mustang: The Legend Lives
- Ford vs. Chevy
- Forza Motorsport
- Grand Theft Auto III (phases en voiture)
- Grand Theft Auto: Vice City (phases en voiture)
- Grand Theft Auto: San Andreas (phases en voiture)
- Hot Wheels: Stunt Track Challenge
- IHRA Drag Racing: Sportsman Edition
- IHRA Professional Drag Racing 2005
- IndyCar Series
- IndyCar Series 2005
- Jurassic Park: Operation Genesis (phases en voiture)
- NASCAR 06: Total Team Control
- NASCAR Thunder 2002
- NASCAR Thunder 2003
- Need for Speed : Poursuite infernale 2
- Need for Speed: Underground
- Need for Speed: Underground 2
- OutRun 2
- OutRun 2006: Coast 2 Coast
- Project Gotham Racing
- Project Gotham Racing 2
- RalliSport Challenge
- Sega GT 2002
- Sega GT Online
- Sonic Heroes (phases de bobsleigh)
- Street Racing Syndicate
- TD Overdrive: The Brotherhood of Speed
- Test Drive: Eve of Destruction
- TOCA Race Driver
- TOCA Race Driver 2
- TOCA Race Driver 3

## Rappel
Le 22 août 2007, une annonce publiée sur le site web officiel de la Xbox indiquait que Microsoft récupérera gratuitement tous les volants de course sans fil fabriquées entre 2006 et 2007. Cela est dû à un composant du châssis du volant qui, dans de rares cas, peut surchauffer et dégager de la fumée lorsque l'alimentation CA / CC est utilisée pour alimenter la roue.